# Maputo-Protocol
Het Protocol bij het Afrikaans Handvest over mensen- en volkenrechten over de rechten van de vrouw in Afrika  beter bekend als het Maputo-Protocol of Protocol van Maputo  is een internationaal mensenrechteninstrument opgesteld door de Afrikaanse Unie dat op 25 november 2005 in werking trad.
De authentieke talen van het document zijn Engels en Frans. De Engelse naam van het protocol luidt: Protocol to the African Charter on Human and Peoples’ Rights on the Rights of Women in Africa (afgekort: Maputo Protocol), de Franse naam: Protocole à la Charte africaine des droits de l'Homme et des peuples relatif aux droits des femmes en Afrique (afgekort: Protocole de Maputo).
Het protocol heeft als doel vrouwen breed gedefinieerde rechten te geven, zoals het recht om aan het politieke proces deel te nemen, het recht op sociale en politieke gelijkheid met mannen. Daarnaast krijgen vrouwen meer autonomie in hun keuzes aangaande reproductieve gezondheid en wordt gestreefd naar uitroeiing van vrouwelijke genitale verminking. Het verdrag werd op 11 juli 2003 in de Mozambikaanse hoofdstad Maputo aangenomen door de Afrikaanse Unie in de vorm van een protocol bij het Afrikaans Handvest over mensen- en volkenrechten. Dat handvest werd aangenomen in 1981 en is in werking sinds 1986.

## Geschiedenis

### Achtergrond
De aanleiding voor het protocal was de constatering dat binnen de hele context van mensenrechten, de rechten voor vrouwen vaak gemarginaliseerd werden. In maart 1995 werd op een bijeenkomst van Women in Law and Development in Africa (WiLDAF) in de Togolese hoofdstad Lomé opgeroepen om een specifiek protocol bij het Afrikaans Handvest over mensen- en volkenrechten op te stellen, gericht op de rechten van vrouwen. Tijdens de 31e Reguliere Sessie in Addis Ababa van juni 1995 gaf het parlement van de Organisatie van Afrikaanse Eenheid (OAE) de Afrikaanse Commissie voor mensen- en volkenrechten (ACHPR) de opdracht om een dergelijk protocol te ontwikkelen.
In oktober 1997 werd een eerste concept, geproduceerd door een groep experts van de ACHPR, vertegenwoordigers van Afrikaanse ngo's en internationale waarnemers, georganiseerd door de ACHPR in samenwerking met de Internationale Commissie van Juristen, gepresenteerd op de 22e Sessie van de ACHPR en onder andere ngo's rondgestuurd voor commentaar. Vervolgens geschiedden er verscheidene herzieningen in samenwerking met de betrokken ngo's op verschillende sessies van oktober tot januari. In april 1998 schaarde de 23e Sessie van de ACHPR zich achter de aanstelling van de Congolese advocaat Julienne Ondziel Gnelenga tot de eerste Speciale Rapporteur voor Vrouwenrechten in Afrika en gaf haar de opdracht om te werken aan de aanname van het concept-protocol voor vrouwenrechten. Het OAE-Secretariaat ontving in 1999 het voltooide concept en in 2000 werd het tijdens een gezamenlijke sessie van de ACHPR en het Inter-Afrikaans Comité voor Traditionele Praktijken Betreffende de Gezondheid van Vrouwen en Kinderen te Addis Ababa samengevoegd met het Conceptverdrag Betreffende Traditionele Praktijken. Na verder werk op bijeenkomsten en conferenties van experts in 2001 kwam het proces stil te liggen en het protocol werd niet gepresenteerd op de eerste top van de Afrikaanse Unie (AU, opvolger van de OAE) in 2002.
Begin 2003 organiseerde Equality Now een conferentie van vrouwengroepen om een campagne te lanceren waarmee er bij de AU zou worden gelobbyd om het protocol aan te nemen en de tekst ervan te verbeteren om te voldoen aan internationale normen. Het lobbyen had succes: de Afrikaanse Unie hervatte het proces en het voltooide document werd officieel aangenomen op de tweede top van de Afrikaanse Unie op 11 juli 2003 in Maputo.

### Voorbehouden
Op de top in Maputo hebben verschillende landen voorbehouden uitgesproken. Tunesië, Soedan, Kenia, Namibië en Zuid-Afrika hebben voorbehouden laten registreren met betrekking tot sommige clausules betreffende het huwelijk. Egypte, Libië, Soedan, Zuid-Afrika en Zambia hadden voorbehouden met betrekking tot scheidingen van tafel en bed en echtscheidingen. Burundi, Libië, Senegal, Soedan en Rwanda lieten voorbehouden optekenen ten aanzien van Artikel 14 betreffende de rechten op gezondheid en reproductie. Libië uitte voorbehouden over een punt aangaande gewapende conflicten.

### Ratificatieproces
Op 25 november 2005 trad het Maputo-Protocol in werking na te zijn geratificeerd door minstens 15 lidstaten van de Afrikaanse Unie.
Van de 55 lidstaten van de AU hebben tot dusver 49 het protocol ondertekend en 42 hebben het geratificeerd en gedeponeerd. De AU-staten die het Protocol tot dusver niet hebben ondertekend noch geratificeerd zijn Botswana, Egypte en Marokko. De tien staten die het Protocol al wel hebben ondertekend maar nog niet hebben geratificeerd zijn de Arabische Democratische Republiek Sahara, Burundi, de Centraal-Afrikaanse Republiek, Eritrea, Madagascar, Niger, Soedan, Somalië, Tsjaad en Zuid-Soedan.

## Inhoud
De belangrijkste artikelen zijn:
- Artikel 2: Uitbanning van discriminatie van vrouwen
- Artikel 3: Recht op waardigheid
- Artikel 4: Recht op leven, integriteit en veiligheid van het individu
- Artikel 5: Uitbanning van schadelijke praktijken
  - Dit artikel behandelt vrouwelijke genitale verminking en andere traditionele praktijken die schadelijk zijn voor vrouwen.
- Artikel: Huwelijk
- Artikel 7: Scheiding van tafel en bed en echtscheiding
- Artikel 8: Toegang tot gerechtigheid en gelijke bescherming voor de wet
- Artikel 9: Recht op deelname aan het politieke en besluitvormingsproces
- Artikel 10: Recht op vrede
- Artikel 11: Bescherming van vrouwen in gewapende conflicten
- Artikel 12: Recht op onderwijs en scholing
- Artikel 13: Economische en sociale welzijnsrechten
- Artikel 14: Gezondheids- en reproductieve rechten
- Artikel 15: Recht op voedselzekerheid
- Artikel 16: Recht op degelijke huisvesting
- Artikel 17: Recht op een positieve culturele context
- Artikel 18: Recht op een gezond en duurzaam milieu
- Artikel 19: Recht op duurzame ontwikkeling
- Artikel 20: Rechten van weduwen
- Artikel 21: Recht op erfenis
- Artikel 22: Speciale bescherming van oudere vrouwen
- Artikel 23: Speciale bescherming van vrouwen met beperkingen
- Artikel 24: Speciale bescherming van vrouwen in nood
- Artikel 25: Hulpmiddelen

## Oppositie
Er zijn twee terreinen waarop er significante weerstand tegen het Protocol bestaat: het artikel over reproductieve gezondheid (voornamelijk bekritiseerd door de rooms-katholieke Kerk en andere christelijke kerken) en de artikelen over vrouwelijke genitale verminking, polygamie en andere traditionele praktijken (voornamelijk bekritiseerd door islamitische organisaties).

### Christelijke oppositie
De conservatieve paus Benedictus XVI (r. 2005–2013) omschreef de bepalingen met betrekking tot reproductieve rechten in het Protocol in 2007 als "een heimelijke poging om abortus te trivialiseren". De roomse-katholieke bisschoppen van Afrika spraken zich in 2008 uit tegen het Maputo-Protocol omdat het abortus als een mensenrecht erkent. De Amerikaanse pro-life organisatie Human Life International noemde het "een Trojaans paard voor een radicale agenda."
In Oeganda kantte de invloedrijke Joint Christian Council zich tegen inspanningen om het verdrag te ratificeren op grond van de bewering dat Artikel 14 met het garanderen van abortus "in gevallen van seksueel geweld, verkrachting, incest en waar verdere voortzetting van de zwangerschap de mentale en fysieke gezondheid van de moeder of het leven van de moeder of de foetus in gevaar zouden brengen" onverenigbaar is met de traditionele christelijke moraliteit. In een open brief aan de regering en de bevolking van Oeganda in januari 2006 zette de katholieke bisschoppenconferentie van Oeganda haar oppositie tegen de ratificatie van het Maputo-Porotocol uiteen. Aanvankelijk leek de druk op politici te werken, omdat ze bang waren om stemmen te verliezen. Maar Oeganda besloot het Protocol te ratificeren op 22 juli 2010.

### Islamitische oppositie
In Niger stemde het parlement in juni 2006 met 31 stemmen vóór, 42 tegen en 4 onthoudingen om het Protocol niet te ratificeren. In dit moslimmeerderheidsland waren verscheidene tradities die door het Protocol worden verboden of veroordeeld gemeengoed. Nigerische islamitische vrouwengroepen kwamen in mei 2009 in de hoofdstad Niamey bijeen om te protesteren tegen wat zij 'de satanische Maputo-protocollen' noemden omdat ze een minimumleeftijd voor meisjes om te trouwen en het recht op abortus bezwaarlijk vonden.
Daarentegen werd het Protocol in Djibouti in februari 2005 geratificeerd na een subregionale conferentie over vrouwelijke genitale verminking georganiseerd door de Djiboutische regering opriep en No Peace Without Justice, waar de Verklaring van Djibouti betreffende vrouwelijke genitale verminking werd aangenomen. Het document verklaarde dat vrouwelijke genitale verminking niet wordt ondersteund door de Koran en dat het praktiseren van vrouwelijke genitale verminking tegen de doctrines van de islam ingaat.